# Claude-Adrien Nonnotte

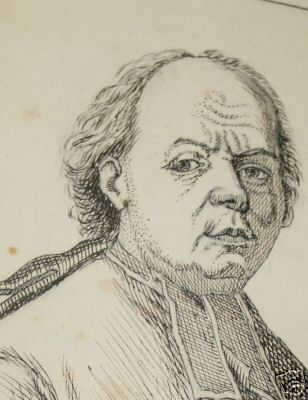
Claude-Adrien Nonnotte, por un artista francés desconocido,.

Claude-Adrien Nonnotte, a veces llamado Claude-François Nonnotte (Besançon, 29 de julio de 1711-íd., 3 de septiembre de 1793) fue un jesuita y polemista francés del siglo XVIII, conocido sobre todo por sus ataques a las obras de Voltaire.

## Biografía
A los diecinueve años ingresó en la Compañía de Jesús y predicó en Amiens, Versalles y Turín. Cuando Voltaire comenzó a publicar su Ensayo sobre las costumbres / Essai sur les mœurs (1754), que la Iglesia católica consideró un ataque al cristianismo, Nonnotte editó anónimamente un Examen critique ou Réfutation du livre des mœurs / Examen crítico o refutación del libro de las costumbres; y cuando Voltaire terminó su publicación (1758), Nonnotte actualizó su libro y lo volvió a publicar en Aviñón (2 volúmenes, 1762), tratando de refutar todos los errores en la historia y en la doctrina que se ocupó en señalar en la obra de Voltaire. Este trabajo aún se debía extender a una sexta edición en 1774, y Voltaire le respondió en su Éclaircissements historiques / Aclaraciones históricas, de forma que la controversia continuó durante veinte años. Para aludir a él Voltaire modificaba ligeramente su nombre por mofa, como solía hacer con sus restantes enemigos, a "Nonotte", como "Inclément" en lugar de Clément o "Sabotier" en lugar de Sabatier.
No obstante, se tradujo al italiano, alemán, polaco y portugués. Tras la supresión de su orden por Luis XV en 1764, se retiró a Besançon y en 1779 agregó un tercer volumen a los dos que ya había compuesto bajo el título de Erreurs de Voltaire. L'esprit de Voltaire dans ses écrits / Errores de Voltaire. El genio de Voltaire en sus escritos, 1762, 2 vols., para lo cual no pudo obtener la aprobación del censor de París pero que se imprimió por toda Europa, incluso en España. Debe ser Los errores históricos y dogmáticos de Voltaire, impugnados en particular por Mr. el abad Nonote... (Madrid: Pedro Marín, 1771), traducido por el mercedario y predicador real Pedro Rodríguez Morzo. Contra el Diccionario Filosófico en el que Voltaire había recogido todos sus ataques contra el cristianismo, Nonnotte editó un Diccionario Filosófico de Religión (Aviñón, 1772), donde respondía a todas sus objeciones contra la religión. Este trabajo fue traducido al italiano, al alemán y al español con otro título: Diccionario anti-filosófico ó Comentario y correctivo del diccionario filosófico de Voltaire, y de otros libros que han salido a luz en estos últimos tiempos contra el cristianismo, por el abate Claudio Adriano Nonote (Madrid: Benito Cano, 1793, 3 vols.), por un tal D. A. O. D. Z. B. y también mucho más tarde (Madrid, 1850, 3 vols.) por el jesuita Joaquín María de Parada. Hacia el final de su vida, Nonnotte publicó Les philosophes des trois premiers siècles de l'Église ou portraits historiques des philosophes payens, qui, ayant embrassé le christianisme, en sont devenus les défenseurs par leurs écrits / Los filósofos de los primeros tres siglos de la Iglesia o retratos históricos de los filósofos paganos que, habiendo abrazado el cristianismo, se volvieron por ello sus defensores por sus escritos (París, 1789), donde se opuso a los filósofos antiguos, pero también dejó su espacio a los modernos. Este libro fue traducido al alemán.
También escribió Lettre à un ami sur les honnêtetés littéraires / Carta a un amigo sobre las honestidades literarias (París, 1766) y Réponse aux Éclaircissements historiques et aux additions de Voltaire / Respuesta a las Aclaraciones y Adiciones históricas de Voltaire (París, 1774), publicaciones que valieron a su autor un elogio del papa Clemente XIII (1768) y las felicitaciones de San Alfonso Liguori, quien aseguró que siempre tuvo a mano estas "obras de oro" donde las verdades esenciales de la fe fueron defendidas con erudición y pertinencia contra las objeciones de Voltaire y sus amigos. Nonnotte es también autor de L'emploi de l'argent / El uso del dinero (Aviñón, 1787), traducido por Maffei, y Le gouvernement des Paroisses / El gobierno de las parroquias (póstumo, París, 1802). Todas estas obras fueron publicadas bajo el título Œuvres de Nonnotte (Besançon, 1819). En España es importante porque tuvo un importante seguidor en Fernando de Ceballos (1732-1802), autor, entre otras obras, de un Juicio final de Voltaire en dos volúmenes, publicado muy póstumo en 1852.

## Algunas de sus obras
- Les Erreurs de Voltaire. Examen critique ou Réfutation du livre des mœurs Fez, Aviñón, 1762, 2 vols.
- Lettre à un ami sur les honnêtetés littéraires, (1766)
- Les erreurs de Voltaire, nouvelle édition, revue, corrigée, augmentée, avec la réponse aux éclaircissements historiques et aux additions de Voltaire, Compagnie des libraires, Amsterdam, 1766, 2 vols.
- Dictionnaire philosophique de la religion, (1772)
- L´emploi de l´argent, (1787)
- Le gouvernement des paroisses, (1802, póstumo)
- Les philosophes des trois premiers siècles de l´église, Gauthier, Besancon, 1819, póstumo.